# Konung för en dag (roman)
Konung för en dag är den svenska titeln på John Steinbecks roman från 1957: The Short Reign of Pippin IV (engelska:PippinIV:s korta regering). Romanen översattes av Vanja Lantz och kom ut på svenska samma år som originalet. Den är en satir över fransk politik på 1950-talet.